# 신미사토역
신미사토역(일본어: 新三郷駅, しんみさとえき)은 일본 사이타마현 미사토시에 있는 철도역이다.

## 역 구조
상대식 승강장 2면 2선의 지상역에서 교상역사를 가진다. 개업 시에는 상하 선 승강장이 360m 떨어져 설치되어 승강장 중앙에 가도 다리가 놓여져 있었지만, 1999년 3월 20일에 상행선(후추혼마치 방면)이 하행선 측(니시후나바시 방면)에 이전되는 동시에 현재의 형태가 되었다.
역 업무는 JR동일본 스테이션 서비스에서 위탁한다. 자동 개찰기와 지정석 매표기가 설치되어 있다. 라라 포트 신미사토의 개업에 의해 이용자 수 증가를 전망하고, 정산 창구의 부스화 및 자동 개찰기 및 자동 정산기 증설을 하는 개찰구를 개량, 후추혼마치 방면쪽 엘리베이터 옆에 라라 포트 혼잡시 임시 출구를 설치함과 동시에 간이 Suica개찰기가 2대 신설되었다.
| 1 | ■ 무사시노선 | 상행 | 무사시우라와・니시코쿠분지・후추혼마치 방면                                     |
| 2 | ■ 무사시노선 | 하행 | 신마쓰도・니시후나바시・■ 게이요선에 직결 운행 도쿄 (쾌속)・가이힌마쿠하리 방면 |

## 역세권 정보
- 라라 포트 신미사토
- 이케아 신미사토
- 요시카와 경찰서
- 한다 운동공원
- 미사토 사쓰키 우체국

## 역사
- 1985년 3월 14일: 영업 개시.
- 1987년 4월 1일: 일본 철도 민영화로, JR동일본의 역이 됨.
- 1999년 3월 20일: 상하행선이 하행선과 통합되어 교상역사화, 개찰구가 통합됨.
- 2001년 11월 18일: IC카드 Suica 사용 개시.
- 2007년
  - 9월 10일: 정기권 매표기 영업 종료.
  - 9월 11일: 지정석 매표기 가동 개시.
  - 10월 31일: 미도리창구 영업 종료.
- 2008년: 역 리뉴얼 단장 및 역 서쪽 개발 공사 완료.
- 2010년 2월: 투신 자살 방지를 막는 목적으로 청색 LED조명을 승강장에 도입.
- 2012년 1월 22일: ATOS 도입.

## 화랑

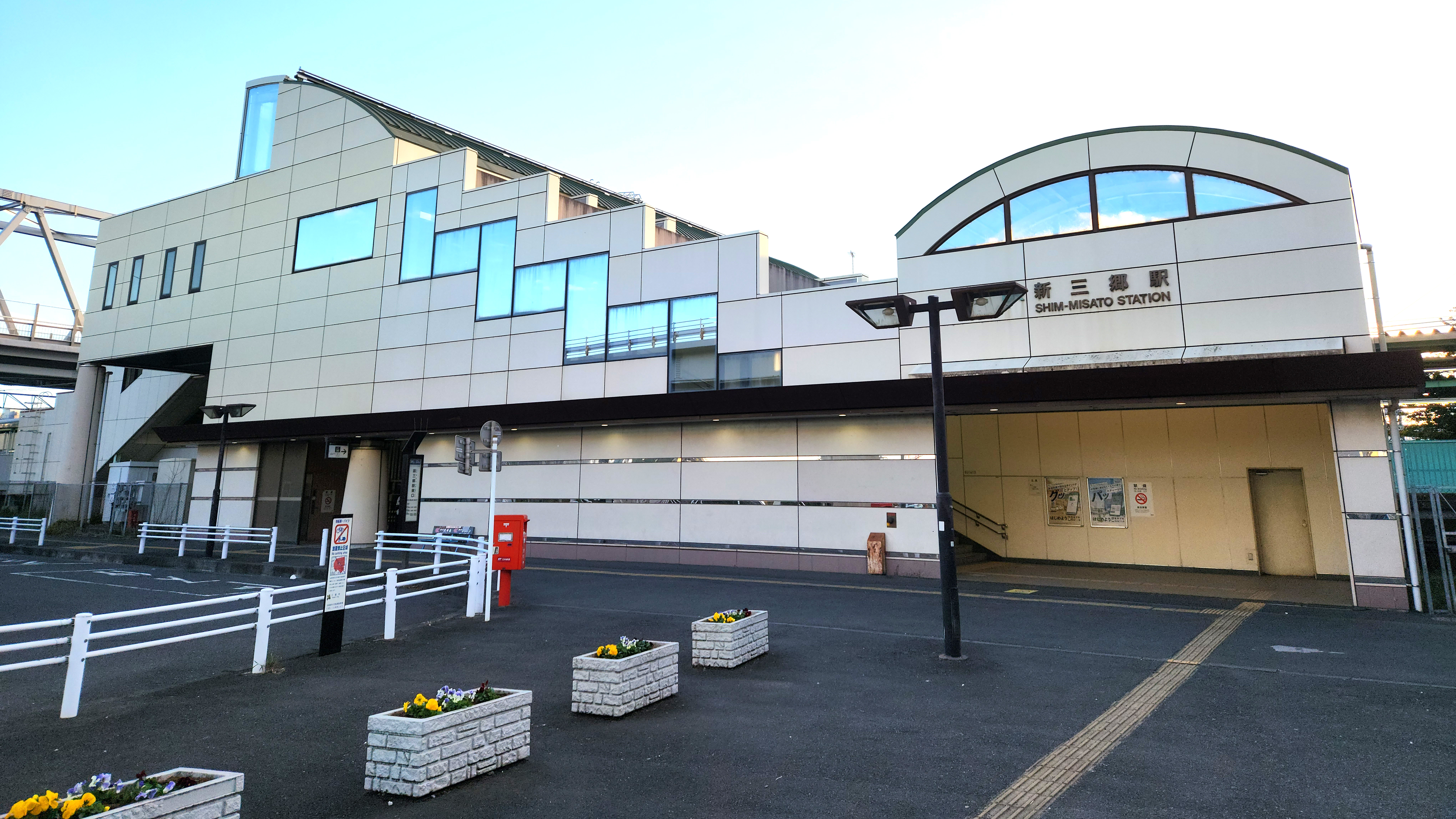
동쪽 역사(2023년 12월 2일)
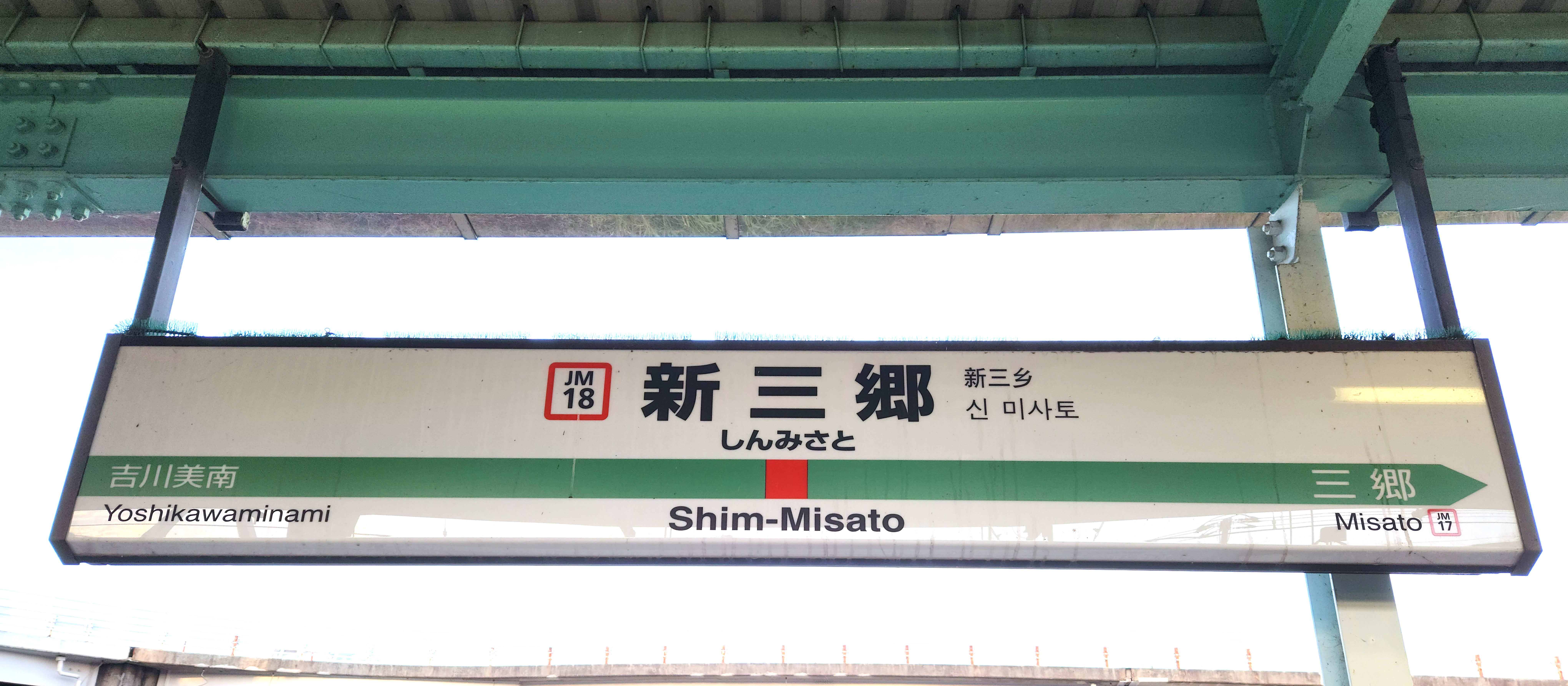
역명판(2023년 12월 2일)

## 인접역
| 동일본 여객철도 ■ 무사시노선   | 동일본 여객철도 ■ 무사시노선 | 동일본 여객철도 ■ 무사시노선 |
| ------------------------------ | ---------------------------- | ---------------------------- |
| 요시카와미나미 후추혼마치 방면 | 쾌속・보통                   | 미사토 니시후나바시 방면     |